# Druivencross
De Druivencross is een jaarlijkse wedstrijd in het veldrijden die gehouden wordt op en rond de Tenotsberg in het Belgische Overijse. De wedstrijd maakt sinds seizoen 2020/2021 deel uit van de UCI wereldbeker veldrijden. Deze klassieker te Overijse draagt de bijnaam "de moeder aller crossen".
De Druivencross werd tot op heden (november 2024) 87 keer georganiseerd. In de beginjaren werden er vaak twee wedstrijden in één kalenderjaar georganiseerd. Vijf keer werd op het parcours van de Druivencross een Belgisch kampioenschap veldrijden verreden.

## Erelijst

### Mannen elite
| Datum              | Klassement    | Cat. | Winnaar                | Tweede                 | Derde                |
| ------------------ | ------------- | ---- | ---------------------- | ---------------------- | -------------------- |
| 27/10/2024         | Superprestige | C1   | Thibau Nys             | Eli Iserbyt            | Lars van der Haar    |
| 22/10/2023         | Superprestige | C1   | Eli Iserbyt            | Michael Vanthourenhout | Lars van der Haar    |
| 20/11/2022         | Wereldbeker   | CDM  | Michael Vanthourenhout | Tom Pidcock            | Lars van der Haar    |
| 31/10/2021         | Wereldbeker   | CDM  | Eli Iserbyt            | Michael Vanthourenhout | Toon Aerts           |
| 24/01/2021         | Wereldbeker   | CDM  | Wout van Aert          | Mathieu van der Poel   | Tom Pidcock          |
| 15/12/2019         | Losse cross   | C1   | Mathieu van der Poel   | Tom Pidcock            | Quinten Hermans      |
| 09/12/2018         | Losse cross   | C1   | Toon Aerts             | Michael Vanthourenhout | Corné van Kessel     |
| 10/12/2017         | Losse cross   | C1   | Mathieu van der Poel   | Corné van Kessel       | Tom Meeusen          |
| 11/12/2016         | Losse cross   | C1   | Mathieu van der Poel   | Wout van Aert          | Kevin Pauwels        |
| 06/12/2015         | Losse cross   | C2   | Mathieu van der Poel   | Kevin Pauwels          | Tom Meeusen          |
| 07/12/2014         | Losse cross   | C1   | Tom Meeusen            | Klaas Vantornout       | Mathieu van der Poel |
| 08/12/2013         | Losse cross   | C1   | Sven Nys               | Lars van der Haar      | Kevin Pauwels        |
| 09/12/2012         | Losse cross   | C1   | Sven Nys               | Niels Albert           | Klaas Vantornout     |
| 11/12/2011         | Losse cross   | C1   | Sven Nys               | Bart Aernouts          | Klaas Vantornout     |
| 12/12/2010         | Losse cross   | C1   | Sven Nys               | Kevin Pauwels          | Klaas Vantornout     |
| 13/12/2009         | Losse cross   | C1   | Niels Albert           | Kevin Pauwels          | Sven Nys             |
| 14/12/2008         | Losse cross   | C1   | Kevin Pauwels          | Lars Boom              | Sven Nys             |
| 16/12/2007         | Losse cross   | C1   | Klaas Vantornout       | Bart Wellens           | Philipp Walsleben    |
| 17/12/2006         | Losse cross   | C1   | Sven Nys               | Sven Vanthourenhout    | Niels Albert         |
| 18/12/2005         | Losse cross   | C1   | Lars Boom              | Gerben de Knegt        | Erwin Vervecken      |
| 19/12/2004         | Losse cross   | C1   | Sven Nys               | Erwin Vervecken        | Sven Vanthourenhout  |
| 21/12/2003         | Losse cross   | C1   | Bart Wellens           | Mario De Clercq        | Sven Nys             |
| 15/12/2002         | Losse cross   | C1   | Bart Wellens           | Mario De Clercq        | Sven Nys             |
| 13/12/2001         | Losse cross   | C1   | Tom Vannoppen          | Mario De Clercq        | Erwin Vervecken      |
| 14/12/2000         | Superprestige | C1   | Erwin Vervecken        | Tom Vannoppen          | Sven Nys             |
| 12/12/1999         | Superprestige | C1   | Richard Groenendaal    | Adrie van der Poel     | Mario De Clercq      |
| 13/12/1998         | Superprestige | C1   | Erwin Vervecken        | Mario De Clercq        | Bart Wellens         |
| 14/12/1997         | Superprestige | C1   | Richard Groenendaal    | Adrie van der Poel     | Sven Nys             |
| 15/12/1996         | Superprestige | C1   | Luca Bramati           | Richard Groenendaal    | Adrie van der Poel   |
| 17/12/1995         | Superprestige | C1   | Luca Bramati           | Daniele Pontoni        | Richard Groenendaal  |
| 20/12/1994         | Superprestige | C1   | Adrie van der Poel     | Richard Groenendaal    | Wim de Vos           |
| 19/12/1993         | Superprestige | C1   | Daniele Pontoni        | Adrie van der Poel     | Richard Groenendaal  |
| 20/12/1992         | Superprestige | C1   | Daniele Pontoni        | Thomas Frischknecht    | Peter Van Santvliet  |
| 22/12/1991         | Superprestige | C1   | Thomas Frischknecht    | Daniele Pontoni        | Radovan Fort         |
| 10/12/1990         | Superprestige | C1   | Danny De Bie           | Radomír Šimůnek sr.    | Christian Hautekeete |
| 24/12/1989         | Superprestige | C1   | Christian Hautekeete   | Danny De Bie           | Peter Hric           |
| 10/12/1988         | Superprestige | C1   | Danny De Bie           | Hennie Stamsnijder     | Yvan Messelis        |
| 17/01/1988         | Losse cross   |      | Hennie Stamsnijder     | Paul De Brauwer        | Henk Baars           |
| 20/12/1987         | Superprestige | C1   | Roland Liboton         | Hennie Stamsnijder     | Paul De Brauwer      |
| 18/01/1987         | Losse cross   |      | Roland Liboton         | Wim Lambrechts         | Paul De Brauwer      |
| 21/12/1986         | Superprestige | C1   | Hennie Stamsnijder     | Ludo De Rey            | Roland Liboton       |
| 19/01/1986         | Losse cross   |      | Roland Liboton         | Hennie Stamsnijder     | Yvan Messelis        |
| 20/12/1985         | Superprestige | C1   | Roland Liboton         | Hennie Stamsnijder     | Frank Van Bakel      |
| 20/01/1985         | Losse cross   |      | Hennie Stamsnijder     | Paul De Brauwer        | Reinier Groenendaal  |
| 21/12/1984         | Superprestige | C1   | Roland Liboton         | Albert Zweifel         | Hennie Stamsnijder   |
| 22/01/1984         | Losse cross   |      | Roland Liboton         | Albert Zweifel         | Hennie Stamsnijder   |
| 11/12/1983         | Superprestige |      | Roland Liboton         | Johan Ghyllebert       | Hennie Stamsnijder   |
| 23/01/1983         | Losse cross   | C1   | Roland Liboton         | Johan Ghyllebert       | Hennie Stamsnijder   |
| 21/11/1982         | Losse cross   |      | Roland Liboton         | Ueli Müller            | Cees van der Wereld  |
| 24/01/1982         | Losse cross   | C1   | Roland Liboton         | Hennie Stamsnijder     | Johan Ghyllebert     |
| 22/11/1981         | Losse cross   |      | Roland Liboton         | Cees van der Wereld    | Eric De Bruyne       |
| 25/01/1981         | Losse cross   | C1   | Roland Liboton         | Robert Vermeire        | Hennie Stamsnijder   |
| 23/11/1980         | Losse cross   |      | Roland Liboton         | Rudy De Bie            | Jan Teugels          |
| 06/01/1980         | Losse cross   | C1   | Roland Liboton         | Robert Vermeire        | Yvan Messelis        |
| 18/11/1979         | Losse cross   |      | Robert Vermeire        | Roland Liboton         | Reinier Groenendaal  |
| 29/01/1979         | Losse cross   | C1   | Jan Teugels            | Roger De Vlaeminck     | Paul De Brauwer      |
| 19/11/1978         | Losse cross   |      | Jan Teugels            | Roland Liboton         | Paul De Brauwer      |
| 29/01/1978         | Losse cross   | C1   | Roland Liboton         | Jan Teugels            | Frans Van Eycke      |
| 20/11/1977         | Losse cross   |      | Roger De Vlaeminck     | Roland Liboton         | Norbert Dedeckere    |
| 09/01/1977         | Losse cross   | C1   | Eric De Vlaeminck      | Roger De Vlaeminck     | Jan Teugels          |
| 21/11/1976         | Losse cross   | C1   | Eric De Vlaeminck      | Norbert Dedeckere      | Eric Desruelle       |
| 29/11/1975         | Losse cross   | C1   | Roger De Vlaeminck     | Albert Zweifel         | Eric Desruelle       |
| 02/11/1975         | Losse cross   |      | Norbert Dedeckere      | Jan Teugels            | Marc De Block        |
| 04/01/1975         | Losse cross   |      | Roger De Vlaeminck     | Norbert Dedeckere      | Eric De Vlaeminck    |
| 24/11/1974         | Losse cross   |      | Roger De Vlaeminck     | Frans Verbeeck         | André Geirland       |
| 06/01/1974         | Losse cross   |      | Norbert Dedeckere      | Roger De Vlaeminck     | Robert Vermeire      |
| 21/01/1973         | Losse cross   |      | Roger De Vlaeminck     | Robert Vermeire        | Eric De Vlaeminck    |
| 15/10/1972         | Losse cross   |      | Eric De Vlaeminck      | Marc De Block          | Jozef Thielemans     |
| 23/01/1972         | Losse cross   |      | Albert Van Damme       | Robert Vermeire        | Roger De Vlaeminck   |
| 31/10/1971         | Losse cross   |      | Eric De Vlaeminck      | Jozef Thielemans       | Jan Teugels          |
| 24/01/1971         | Losse cross   |      | Eric De Vlaeminck      | René De Clercq         | Albert Van Damme     |
| 25/01/1970         | Losse cross   |      | Roger De Vlaeminck     | Freddy Nijs            | Rolf Wolfshohl       |
| 26/01/1969         | Losse cross   |      | Roger De Vlaeminck     | Eric De Vlaeminck      | Albert Van Damme     |
| 10/11/1968         | Losse cross   |      | Eric De Vlaeminck      | Roger De Vlaeminck     | Freddy Nijs          |
| 12/11/1967         | Losse cross   |      | Eric De Vlaeminck      | Albert Van Damme       | Roger De Vlaeminck   |
| 13/11/1966         | Losse cross   |      | Eric De Vlaeminck      | Albert Van Damme       | Huub Harings         |
| 19/12/1965 tijdrit | Losse cross   |      | Albert Van Damme       | Emanuel Plattner       | Cor Rutgers          |
| 19/12/1965         | Losse cross   |      | Eric De Vlaeminck      | Roger De Vlaeminck     | Freddy Nijs          |
| 12/12/1964         | Losse cross   |      | Roger De Clercq        | Huub Harings           | Eric De Vlaeminck    |
| 07/12/1963         | Losse cross   |      | Roger De Clercq        | Eric De Vlaeminck      | Albert Van Damme     |
| 08/12/1962         | Losse cross   |      | Pierre Kumps           | Leon Scheirs           | Victor Philips       |
| 09/12/1961         | Losse cross   |      | Roger De Clercq        | Albert Van Damme       | Victor Philips       |
| 12/11/1960         | Losse cross   |      | Pierre Kumps           | Victor Philips         | Albert Van Damme     |

### Vrouwen elite
| Datum      | Klassement    | Cat.          | Winnaar                    | Tweede                     | Derde                |
| ---------- | ------------- | ------------- | -------------------------- | -------------------------- | -------------------- |
| 27/10/2024 | Superprestige | C1            | Lucinda Brand              | Fem van Empel              | Sara Casasola        |
| 22/10/2023 | Superprestige | C1            | Fem van Empel              | Ceylin del Carmen Alvarado | Inge van der Heijden |
| 20/11/2022 | Wereldbeker   | CDM           | Puck Pieterse              | Fem van Empel              | Shirin van Anrooij   |
| 31/10/2021 | Wereldbeker   | CDM           | Kata Blanka Vas            | Puck Pieterse              | Lucinda Brand        |
| 24/01/2021 | Wereldbeker   | CDM           | Ceylin del Carmen Alvarado | Lucinda Brand              | Manon Bakker         |
| 15/12/2019 | Losse cross   | C1            | Annemarie Worst            | Lucinda Brand              | Alice Maria Arzuffi  |
| 09/12/2018 | Losse cross   | C1            | Lucinda Brand              | Nikki Brammeier            | Eva Lechner          |
| 10/12/2017 | Losse cross   | C1            | Pauline Ferrand-Prévot     | Sanne Cant                 | Lucinda Brand        |
| 11/12/2016 | Losse cross   | C1            | Sophie de Boer             | Ellen Van Loy              | Jolien Verschueren   |
| 06/12/2015 | Losse cross   | C2            | Jolien Verschueren         | Helen Wyman                | Nikki Harris         |
| 07/12/2014 | Losse cross   | C1            | Sanne Cant                 | Pauline Ferrand-Prévot     | Sophie de Boer       |
| 08/12/2013 | Losse cross   | C1            | Katherine Compton          | Sanne Cant                 | Nikki Harris         |
| 09/12/2012 | Losse cross   | C1            | Katherine Compton          | Nikki Harris               | Sanne Cant           |
| 11/12/2011 | Losse cross   | C1            | Katherine Compton          | Nikki Harris               | Sanne Cant           |
| 2008-2010  | niet verreden | niet verreden | niet verreden              | niet verreden              | niet verreden        |
| 16/12/2007 | Losse cross   | C1            | Stephanie Pohl             | Saskia Elemans             | Sanne Cant           |
| 17/12/2006 | Losse cross   | C1            | Daphny van den Brand       | Helen Wyman                | Birgit Hollmann      |
| 18/12/2005 | Losse cross   | C1            | Daphny van den Brand       | Marianne Vos               | Mirjam Melchers      |
| 19/12/2004 | Losse cross   | C1            | Daphny van den Brand       | Helen Wyman                | Marianne Vos         |
| 21/12/2003 | Losse cross   | C1            | Hilde Quintens             | Daphny van den Brand       | Gina Hall            |
| 15/12/2002 | Losse cross   | C1            | Laurence Leboucher         | Daphny van den Brand       | Hilde Quintens       |
| 13/12/2001 | Losse cross   | C1            | Daphny van den Brand       | Debby Mansveld             | Corine Dorland       |